# Landing Badji
Landing Badji (Diégoune, 21 de septiembre de 2003) es un futbolista senegalés que juega en la demarcación de portero para el Umm-Salal S. C. de la Liga de fútbol de Catar.

## Selección nacional
Tras jugar en varias categorías inferiores de la selección, finalmente hizo su debut con la selección de fútbol de Senegal en un partido entre el tercer y cuarto puesto de la Copa COSAFA 2022 contra Mozambique que finalizó con un resultado de empate a uno tras el gol de Lau King para Mozambique, y de Jean Diouf para Senegal. Posteriormente hubo lanzamientos de penaltis donde ganó el combinado mozambiqueño.

## Clubes
| Club             | País    | Año       | Partidos | Goles |
| ---------------- | ------- | --------- | -------- | ----- |
| ASC SUNEOR       | Senegal | 2020-2021 |          |       |
| AS Pikine        | Senegal | 2021-2023 |          |       |
| Aris de Limassol | Chipre  | 2023      | 0        | 0     |
| Umm-Salal S. C.  | Catar   | 2023-     | 41       | 0     |